# Európai Filmdíjak 2010
A 23. Európai Filmdíj-átadó ünnepséget (23rd European Film Awards), amelyen az előző évben hivatalosan bemutatott, az Európai Filmakadémia több mint 2300 tagjának szavazata alapján legjobbnak ítélt európai alkotásokat részesítették elismerésben, 2010. december 4-én tartották meg a tallinni Nokia Concert Hall rendezvényközpontban. Az ünnepség két ceremóniamestere Anke Engelke német színésznő, humorista, valamint Märt Avandi észt komikus színész volt.
2010-ben változott a filmek megjelenéséhez, látványvilágához hozzájáruló szakterületek képviselőinek értékelési módja: az előző évek Európai Filmakadémia kiválóságdíja helyett, amely kategóriában alkalmi jelleggel összevontan kezelték és értékelték a filmek megjelenéséhez, látványvilágához hozzájáruló azon szakterületek képviselőt, a díszlet- és látványtervezőket, operatőröket, zeneszerzőket, vágókat, hangzástervezőket, maszk-, fodrász- és sminkmestereket stb., csupán kettőt díjaztak: a legjobb vágót és a legjobb látványtervezőt. Ebben az évben ugyancsak megszűnt a Európai kritikusok díja – FIPRESCI-díj.
Az Európai Filmakadémia 2010. szeptember 12-én hozta nyilvánosságra a díjra számításba vett nagyjátékfilmek 46 alkotásból álló listáját, melyből húszat a legtöbb akadémiai tagot számláló országok javasoltak saját filmjeik közül, huszonhatot pedig az EFA Igazgatótanácsa, meghívott szakértők bevonásával. Az előzetes listán szerepelt Kocsis Ágnes Pál Adrienn című, Cannes-ban nemzetközi kritikusok díjával kitüntetett alkotása is. A jelöltekre több mint 2300 európai filmes, közöttük 39 magyar alkotó szavazott. A díjra jelöltek listáját november 6-án, a Sevillai Európai Filmfesztiválon hirdették ki.
A legtöbb jelölést – nyolc kategóriában – Roman Polański Szellemíró című francia-német-angol koprodukcióban készült filmdrámája kapta. Az abszolút favoritnak tekintett film alkotói végül is hat ezüst szobrocskát vihettek haza (legjobb film, legjobb rendező, forgatókönyvíró, látványtervező, színész és zeneszerző). A szerzői elvárásoknak, a politikai aktualitásnak megfelelő, mindeközben még a széles közönség által is fogyasztható bűnügyi darab ezzel besöpörte a díjak zömét. Hét jelölésből nyert három díjat – köztük a Az évfelfedezettje – az izraeli Samuel Maoz izraeli-német-francia koprodukcióban készített háborús filmje, a Libanon. Három jelölést kapott még a török Semih Kaplanoğlu Méz című alkotása, azonban díjat nem szerzett. A nagyjátékfilmekre kapható további három díjon egy-két jelölést kapott három különböző alkotás osztozott. A legjobb színésznő Sylvie Testud (Lourdes), míg a legjobb színész Ewan McGregor (Szellemíró) lett. A közönségdíjra javasolt tíz alkotás közül a belga Jaco Van Dormael Mr. Nobody című fantasy, sci-fi drámája lett a nyertes.
Ebben az évben életműdíjat vehetett át Bruno Ganz svájci színész, a világ filmművészetében nyújtott legjobb európai teljesítményéért pedig Gabriel Yared Franciaországban élő és alkotó libanoni zeneszerző részesült elismerésben.
Egy magyar alkotás szerepelt a díjra jelöltek között. A beválogatott Pál Adrienn végül is nem kapott jelölést, azonban a görögországi Drama nemzetközi rövidfilmfesztiválján Szimler Bálint 36 perces Itt vagyok című kisjátékfilmjét érdemesnek találták a díjra.

## Válogatás
1. 3 sezóny v pekle – rendező: Tomáš Mašin
2. 4 mavra kostoumia – rendező: Renosz Haralambidisz
3. Another Year (Még egy év) – rendező: Mike Leigh
4. Bal (Méz) – rendező: Semih Kaplanoğlu
5. Carlos – rendező: Olivier Assayas
6. Celda 211 (211-es cella) – rendező: Daniel Monzón
7. De vliegenierster van Kazbek – rendező: Ineke Smits
8. Der Räuber (A bankrabló) – rendező: Benjamin Heisenberg
9. Des hommes et des dieux (Emberek és istenek) – rendező: Xavier Beauvois
10. Die Fremde (Az idegen) – rendező: Feo Aladag
11. El secreto de sus ojos (Szemekbe zárt titkok) – rendező: Juan José Campanella
12. Eu cand vreau sa fluier, fluier (Fütyülök az egészre) – rendező: Florin Serban
13. Film socialisme – rendező: Jean-Luc Godard
14. Giulias Verschwinden – rendező: Christoph Schaub
15. Io, Don Giovanni (Én, Don Giovanni) – rendező: Carlos Saura
16. Kak ja provjol etim letom (Как я провёл этим летом) (Így ért véget a nyaram) – rendező: Alekszej Popogrebszkij
17. Kawasakiho růže – rendező: Jan Hřebejk
18. Kenjac – rendező: Antonio Nuić
19. L’uomo che verrà (Az eljövendő férfi) – rendező: Giorgio Diritti
20. La nostra vita (Életünk) – rendező: Daniele Luchetti
21. La prima cosa bella (Toszkán szépség) – rendező: Paolo Virzi
22. Le concert (A koncert) – rendező: Radu Mihaileanu
23. Lebanon (לבנון) (Libanon) – rendező: Samuel Maoz
24. Lourdes – rendező: Jessica Hausner
25. Mamma Gógó – rendező: Friðrik Þór Friðriksson
26. Medeni mesec – rendező: Goran Paskaljević
27. Mine vaganti (Szerelem, pasta, tenger) – rendező: Ferzan Özpetek
28. My Queen Karo – rendező: Dorothée Van Den Berghe
29. Na putu (Úton) – rendező: Jasmila Žbanić
30. Nothing Personal (Semmit magamról – rendező: Urszula Antoniak
31. Nowhere Boy (John Lennon – A fiatal évek) – rendező: Sam Taylor-Wood
32. Ondine – rendező: Neil Jordan
33. Paha perhe (Rossz család) – rendező: Aleksi Salmenperä
34. Pál Adrienn – rendező: Kocsis Ágnes
35. Püha Tõnu kiusamine (Szent Antal megkísértése) – rendező: Veiko Õunpuu
36. Rewers (Az érem másik oldala) – rendező: Borys Lankosz
37. Sebbe – rendező: Babak Najafi
38. Slovenka (A szlovén lány) – rendező: Damjan Kozole
39. Soul Kitchen – rendező: Fatih Akın
40. Submarino – rendező: Thomas Vinterberg
41. Szcsastye Mojo (Cчастье Моё) – rendező: Szergej Loznica
42. Tamara Drewe – rendező: Stephen Frears
43. The Ghost Writer (Szellemíró) – rendező: Roman Polański
44. Tournée (Turné) – rendező: Mathieu Amalric
45. Upperdog (Nagykutya) – rendező: Sara Johnsen
46. Zad kadar (Зад кадър) – rendező: Szvetoszlav Ovcsarov

## Díjazottak és jelöltek
| „Díjazott” – szürkéskék háttérrel   |
| „Jelölt” – világos szürke háttérrel |

### Legjobb film
| Magyar címe          | Eredeti címe            | Rendező              | Ország                                           |
| -------------------- | ----------------------- | -------------------- | ------------------------------------------------ |
| Szellemíró           | The Ghost Writer        | Roman Polański       | Franciaország · Németország · Egyesült Királyság |
| Emberek és istenek   | Des hommes et des dieux | Xavier Beauvois      | Franciaország                                    |
| Libanon              | Lebanon (לבנון)         | Samuel Maoz          | Izrael · Németország · Franciaország             |
| Méz                  | Bal                     | Semih Kaplanoğlu     | Törökország                                      |
| Soul Kitchen         | Soul Kitchen            | Fatih Akın           | Németország                                      |
| Szemekbe zárt titkok | El secreto de sus ojos  | Juan José Campanella | Spanyolország · Argentína                        |

### Az év felfedezettje
| Magyar címe         | Eredeti címe                    | Rendező            | Ország                                         |
| ------------------- | ------------------------------- | ------------------ | ---------------------------------------------- |
| Libanon             | Lebanon (לבנון)                 | Samuel Maoz        | Izrael · Franciaország · Németország · Libanon |
| Az idegen           | Die Fremde                      | Feo Aladag         | Németország                                    |
| Fütyülök az egészre | Eu când vreau să fluier, fluier | Florin Serban      | Románia · Németország · Svédország             |
| –––                 | La doppia ora                   | Giuseppe Capotondi | Olaszország                                    |
| Semmit magamról     | Nothing Personal                | Urszula Antoniak   | Hollandia · Írország                           |

### Legjobb dokumentumfilm – Arte díj
| Magyar címe         | Eredeti címe        | Rendező                          | Ország                              |
| ------------------- | ------------------- | -------------------------------- | ----------------------------------- |
| Égen s földön       | Nostalgia de la luz | Patricio Guzmán                  | Franciaország · Németország · Chile |
| Armadillo           | Armadillo           | Janus Metz                       | Dánia · Svédország                  |
| Férfiak a szaunában | Miesten vuoro       | Joonas Berghäll, Mika Hotakainen | Finnország · Svédország             |

### Legjobb animációs film
| Magyar címe                           | Eredeti címe    | Rendező                                    | Ország                             |
| ------------------------------------- | --------------- | ------------------------------------------ | ---------------------------------- |
| 51-es bolygó                          | Planet 51       | Jorge Blanco, Javier Abad, Marcos Martínez | Spanyolország · Egyesült Királyság |
| Az illuzionista                       | L'illusionniste | Sylvain Chomet                             | Franciaország · Egyesült Királyság |
| Sammy nagy kalandja – A titkos átjáró |                 | Ben Stassen                                | Belgium                            |

### Legjobb rendező
| Nyertesek és jelöltek | Magyar címe     | Eredeti címe        |
| --------------------- | --------------- | ------------------- |
| / Roman Polański      | Szellemíró      | The Ghost Writer    |
| Olivier Assayas       | Carlos          | Carlos              |
| Semih Kaplanoğlu      | Méz             | Bal                 |
| Samuel Maoz           | Libanon         | Lebanon             |
| Paolo Virzì           | Toszkán szépség | La prima cosa bella |

### Legjobb színésznő
| Nyertesek és jelöltek | Magyar címe     | Eredeti címe     |
| --------------------- | --------------- | ---------------- |
| Sylvie Testud         | Lourdes         | Lourdes          |
| Zrinka Cvitešić       | Úton            | Na putu          |
| / Sibel Kekilli       | Az idegen       | Die Fremde       |
| Lesley Manville       | Még egy év      | Another Year     |
| Lotte Verbeek         | Semmit magamról | Nothing Personal |

### Legjobb színész
| Nyertesek és jelöltek | Magyar címe         | Eredeti címe                    |
| --------------------- | ------------------- | ------------------------------- |
| Ewan McGregor         | Szellemíró          | The Ghost Writer                |
| Jakob Cedergren       | Submarino           | Submarino                       |
| Elio Germano          | Életünk             | La nostra vita                  |
| George Piştereanu     | Fütyülök az egészre | Eu când vreau să fluier, fluier |
| Luis Tosar            | 211-es cella        | Celda 211                       |

### Legjobb forgatókönyvíró
| Nyertesek és jelöltek                  | Magyar címe  | Eredeti címe     |
| -------------------------------------- | ------------ | ---------------- |
| Robert Harris / Roman Polański         | Szellemíró   | The Ghost Writer |
| Jorge Guerricaechevarría Daniel Monzón | 211-es cella | Celda 211        |
| Samuel Maoz                            | Libanon      | Lebanon          |
| / Radu Mihăileanu                      | A koncert    | Le concert       |

### Legjobb operatőr
| Nyertesek és jelöltek | Magyar címe            | Eredeti címe                                        |
| --------------------- | ---------------------- | --------------------------------------------------- |
| Giora Bejach          | Libanon                | Lebanon (לבנון)                                     |
| Caroline Champetier   | Emberek és istenek     | Des hommes et des dieux                             |
| Pavel Kosztomarov     | Így ért véget a nyaram | Kak ja provjol etum letom (Как я провёл этим летом) |
| Barış Özbiçer         | Méz                    | Bal                                                 |

### Legjobb vágó
| Nyertesek és jelöltek      | Magyar címe | Eredeti címe     |
| -------------------------- | ----------- | ---------------- |
| Luc Barnier Marion Monnier | Carlos      | Carlos           |
| Arik Lahav-Leibovich       | Libanon     | Lebanon          |
| Hervé de Luze              | Szellemíró  | The Ghost Writer |

### Legjobb látványtervező
| Nyertesek és jelöltek       | Magyar címe              | Eredeti címe        |
| --------------------------- | ------------------------ | ------------------- |
| Albrecht Konrad             | Szellemíró               | The Ghost Writer    |
| Paola Bizzarri Luis Ramírez | Én, Don Giovanni         | Io, Don Giovanni    |
| Markku Pätilä Jaagup Roomet | Szent Antal megkísértése | Püha Tõnu kiusamine |

### Legjobb zeneszerző
| Nyertesek és jelöltek | Magyar címe             | Eredeti címe     |
| --------------------- | ----------------------- | ---------------- |
| Alexandre Desplat     | Szellemíró              | The Ghost Writer |
| Ales Brezina          | –––                     | Kawasakiho růže  |
| Pasquale Catalano     | Szerelem, pasta, tenger | Mine vaganti     |
| Gary Yershon          | Még egy év              | Another Year     |

### Európai koprodukciós díj – Prix Eurimages
| Díjazott              | Foglalkozás  | Ország      |
| --------------------- | ------------ | ----------- |
| Zeynep Özbatur Atakan | filmproducer | Törökország |

### Legjobb európai teljesítmény a világ filmművészetében
| Díjazott      | Foglalkozás | Ország                  |
| ------------- | ----------- | ----------------------- |
| Gabriel Yared | zeneszerző  | Libanon / Franciaország |

### Az Európai Filmakadémia életműdíja
| Díjazott   | Foglalkozás | Ország |
| ---------- | ----------- | ------ |
| Bruno Ganz | színész     | Svájc  |

### Közönségdíj
| Magyar címe                  | Eredeti címe                | Rendező            | Ország                                           |
| ---------------------------- | --------------------------- | ------------------ | ------------------------------------------------ |
| Mr. Nobody                   | Mr. Nobody                  | Jaco Van Dormael   | ,                                                |
| Agora                        | Agora                       | Alejandro Amenábar | Spanyolország                                    |
| A lány, aki a tűzzel játszik | Flickan som lekte med elden | Daniel Alfredson   | Svédország                                       |
| Baarìa                       | Baarìa                      | Giuseppe Tornatore | Olaszország                                      |
| Egy lányról                  | An Education                | Lone Scherfig      | Egyesült Királyság · Amerikai Egyesült Államok   |
| HA/VER                       | Kick-Ass                    | Matthew Vaughn     | Egyesült Királyság · Amerikai Egyesült Államok   |
| Nicolas az iskolában         | Le petit Nicolas            | Laurent Tirard     | Franciaország                                    |
| Soul Kitchen                 | Soul Kitchen                | Fatih Akın         | Németország                                      |
| Szellemíró                   | The Ghost Writer            | Roman Polański     | Egyesült Királyság · Franciaország · Németország |
| Szerelem, pasta, tenger      | Mine vaganti                | Ferzan Özpetek     | Olaszország                                      |

### Legjobb rövidfilm
| Címe                       | Rendező                     | Ország                             | Jelölő fesztivál            |
| -------------------------- | --------------------------- | ---------------------------------- | --------------------------- |
| Hanoi – Warszawa           | Katarzyna Klimkiewicz       | Lengyelország                      | EFA-jelölés – Grimstad      |
| Amor                       | Thomas Wangsmo              | Norvégia                           | EFA-jelölés – Gent          |
| Ampelmann                  | Giulio Ricciarelli          | Németország                        | EFA-jelölés – Valladolid    |
| Les escargots de Joseph    | Sophie Roze                 | Franciaország                      | EFA-jelölés – Cork          |
| Blijf bij me, weg          | Paloma Aguilera Valdebenito | Hollandia                          | EFA-jelölés – Angers        |
| Ønskebørn                  | Birgitte Stærmose           | Dánia                              | EFA-jelölés – Rotterdam     |
| Venus vs Me                | Nathalie Teirlinck          | Belgium                            | EFA-jelölés – Berlin        |
| Lumikko                    | Miia Tervo                  | Finnország                         | EFA-jelölés – Tampere       |
| Tussilago                  | Jonas Odell                 | Svédország                         | EFA-jelölés – Krakkó        |
| María’s Way                | Anne Milne                  | Egyesült Királyság · Spanyolország | EFA-jelölés – Edinburgh     |
| Talleres clandestinos      | Catalina Molina             | Ausztria · Argentína               | EFA-jelölés – Vila do Conde |
| Rendez-vous à Stella-Plage | Shalimar Preuss             | Franciaország                      | EFA-jelölés – Szarajevó     |
| Diarchia                   | Ferdinando Cito Filomarino  | Olaszország · Franciaország        | EFA-jelölés – Locarno       |
| The External World         | David O'Reilly              | Németország                        | EFA-jelölés – Velence       |
| Itt vagyok                 | Szimler Bálint              | Magyarország                       | EFA-jelölés – Drama         |